# Pascal Gregor
Pascal Gregor (18 febbraio 1994) è un calciatore danese, difensore dell'Halmstad.

## Carriera

### Club
Ha giocato nei campionati danese e norvegese, per poi trasferirsi all'Halmstad, in Svezia, nel gennaio 2025.

### Nazionale
Ha rappresentato la Danimarca alle Olimpiadi del 2016, dove ha giocato quattro partite.